# 스루가국

스루가 국

스루가국(일본어: 駿河国, するがのくに 스루가노쿠니[*])은 일본 도카이도에 있던 옛 구니이다. 현재의 시즈오카현 오이강 좌안의 중부와 북동부에 해당한다. 슨슈(駿州)라고도 부른다. 후지 산의 남쪽 기슭, 태평양 쪽에 위치한다.
서쪽의 도토미국과의 경계는 오이강이다. 나라 시대의 오이강은 현재보다 북쪽, 지금의 도치야마 강 위치를 흘렀고, 그 유로가 두 구니의 경계를 이뤘다. 나중에 오이강의 유로가 변경됨에 따라 스루가 국의 영역이 서쪽으로 넓어졌다.
680년(덴무 천황 9년), 동쪽의 2군을 분할해서 이즈국을 설치했다.

## 군
- 슨토군(駿東郡). 옛 이름은 스루가 군(駿河郡)
- 후지 군(富士郡)
- 이하라군(庵原郡)
- 아베군(安倍郡)
- 우도군(일본어판)(有渡郡)
- 시다 군 (시즈오카 현)(일본어판)(志太郡)
- 마시즈군(일본어판)(益津郡)

## 같이 보기
- 슨푸번